# Je veux
«Je veux» es una canción de la cantante francesa Zaz, escrita y compuesta por Kerredine Soltani y Tryss. Se trata del primer sencillo extraído de su primer álbum de estudio, Zaz.
Obtuvo el trofeo a la canción original del año en los Victoires de la musique de 2011.

## Posicionamiento
| País              | Mejor posición |
| ----------------- | -------------- |
| Francia           | 34             |
| Bélgica (Valonia) | 2              |
| Bélgica (Flandes) | 34             |
| Suiza             | 23             |
| Alemania          | 22             |
| Austria           | 16             |
| Polonia           | 23             |
| Bulgaria          | 26             |

## Certificaciones
| País    | Certification    | Ventas certificadas |
| ------- | ---------------- | ------------------- |
| Bélgica | Disco de Platino |                     |
| Suiza   | Disco de oro     | 15 000              |